# Julià de Mèdici (1479-1516)
Julià de Mèdici (en italià: Giuliano de' Medici) (Florència, República de Florència 1479 - íd. 1516) fou un noble italià, membre de la dinastia dels Mèdici, que va esdevenir Senyor de Florència entre 1513 i 1516 i duc de Nemours entre 1515 i 1516.
Per diferenciar-lo del seu oncle Julià de Mèdici també se'l coneix amb el nom de Julià de Llorenç de Mèdici o Julià II de Mèdici.

## Família

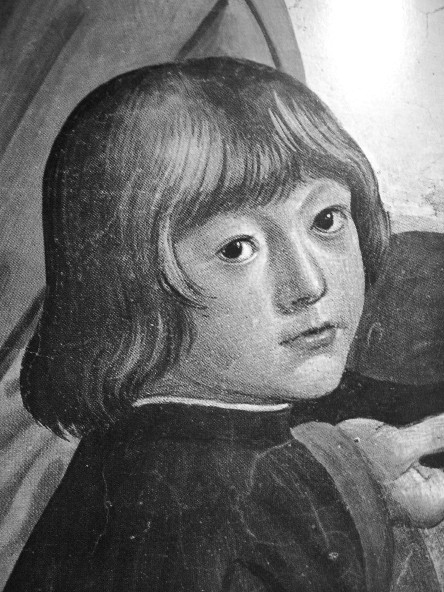
El jove Julià de Mèdici, obra de Domenico Ghirlandaio, devers 1484

Va néixer el 12 de març de 1479 a la ciutat de Florència sent el fill petit de Clarice Orsini i Llorenç de Mèdici el Magnífic. Fou net per línia paterna de Pere I de Mèdici i Lucrezia Tornabuoni, i per línia materna de Giacomo Orsini i Maddalena Orsini. Fou germà, així mateix, de Lucrècia de Mèdici, Giovanni di Lorenzo de Mèdici (que més tard esdevindrà papa amb el nom de Lleó X) i Pere II de Mèdici.
Sa mare va morir quan només tenia onze anys i va ser educat pel canonge Matteo Franco i Gregorio da Spoleto. Va estudiar a la Universitat de Pisa entre 1489 i 1491.

## Senyor de Florència
El seu germà gran Pere II de Mèdici va esdevenir senyor de Florència durant un breu període (1492-1494) després de la mort del seu pare Llorenç, període que va finir després que la facció republicana de la ciutat va reeixir expulsar els Mèdici. Julià es traslladà inicialment a la República de Venècia, i després que la Lliga Santa va expulsar els francesos de la península Itàlica retornà a la ciutat.
Fou nomenat senyor de Florència en substitució del seu germà Giovanni di Lorenzo de Mèdici, que va ser elegit papa amb el nom de Lleó X. Va governar la ciutat fins al 1516.

## Núpcies i descendents
La família primer va considar un matrimoni amb Lucrècia Borja, projecte abandonat per raons polítiques, igual com el casament Jaume IV Appiani, que tampoc no va reeixir.
Per fi es casà el 1515 amb Filiberta de Savoia, filla de Felip II de Savoia i Claudina de Brosse. En preparació del matrimoni organitzat, Raffaello Sanzio va realitzar un retrat (vegeu vinyeta), per enviar a la seva promesa. Aquesta obra es conserva al Metropolitan Museum of Art de Nova York als Estats Units. No van tenir fills.
Aquell mateix any el rei Francesc I de França el nomenà duc de Nemours amb la intenció de preparar-lo per reivindicar el tron de Nàpols. Julià de Mèdici, però, morí el 17 de març de 1516 a la ciutat de Florència de forma inesperada. El seu nebot Llorenç II de Mèdici l'hi va succeir mentre el títol de duc de Nemours va tornar a la corona francesa.
Va ser sebollit a la Basílica de Sant Llorenç de Florència, en un sepulcre monumental, ornamentat per l'obra Nit i dia de Miquel Àngel.
Tingué un fill il·legítim, Hipòlit de Mèdici (1511-1535), que va esdevenir cardenal.